# Автомагистрала A1 (Албания)
Автомагистрала A1 (на албански: Autostradë A1) е автомагистрала в Албания. С обща дължина 177 километра, тя свързва пристанището Дуръс с Морина на границата с Косово, преминавайки през Ляч, Лежа и Кукъс.
Тя е част от международен транспортен коридор, свързващ Адриатическо море с Ниш и Паневропейски транспортен коридор 10.  Проектът е наричан още и „патриотичната магистрала“, понеже свързва албанците в Косово и Албания, с което спомага за увеличаване на културните и икономическите връзки между тях.